# Andrea Chénier

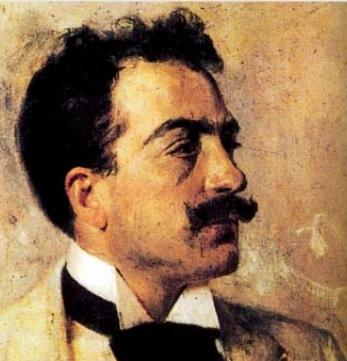
Umberto Giordano

Andrea Chénier är en opera (musikdrama) i fyra akter med musik av Umberto Giordano och libretto av Luigi Illica. Den hade premiär den 28 mars 1896 på La Scala i Milano. Handlingen bygger löst på den franske poeten André Chéniers liv (1762–1794). Chénier avrättades under franska revolutionen. Karaktären Carlo Gérard är delvis byggd på Jean-Lambert Tallien, en ledande person under revolutionen. Operan har förblivit populär, även om den framförs mer sällan än under första hälften av 1900-talet. En orsak till dess överlevnad inom repertoaren är Giordanos lyrisk-dramatiska musik för tenorrollen, vilken ger en talangfull sångare möjligheter att demonstrera sina färdigheter och briljera med sin röst. Giuseppe Borgattis framgång med titelrollen vid premiären placerade honom i frontlinjen av italienska operasångare. Han skulle komma att bli Italiens störste Wagnertenor, snarare än en specialist inom verismoperan.

## Historia
Giordano var en av de främsta företrädarna för verismen och fick i likhet med de flesta av sina samtida tonsättarkolleger, till exempel Mascagni, Leoncavallo, Alfredo Catalani och Francesco Cilea, ett internationellt genombrott med ett enda verk. Luigi Illica (Puccinis favoritlibrettist) skrev librettot, som dels var ett kärleks- och svartsjukedrama, dels en historisk och politisk äventyrsberättelse, efter ett grundligt studium av såväl historiska som litterära källor utan att utgå från något skådespel.
Giordano kallade sin opera ett "drama i historisk miljö". Andrea Chénier är i politiskt avseende ett desillusionerat stycke. Huvudpersonerna är inte bara besvikna på grund av de skändligheter som äger rum i den "ärorika revolutionens" namn, utan de går också under, detta till följd av diktaturen. Kärleken är det enda som återstår. Genom den öppnar sig friheten för Maddalena och Andrea men tragiskt nog genom det fria valet att gemensamt gå i döden. Den hänförande slutduetten i gryningen före avrättningen framställer hur de älskande förenas när de förbereder sig för döden. Vid sidan om den tragiska och sentimentala kärleken framställs själva revolutionen i en rad episodiska detaljer. Giordano lägger här in karakteristiska citat, såsom en rokokoartad gavott (akt I), symbolen för en döende värld, eller brottstycken av berömda revolutionssånger såsom Ça ira, Carmagnole eller Marseljäsen. Giordano komponerade ett flertal operor, men det är endast Andrea Chénier som hållit sig kvar på repertoaren. Den svenska premiären ägde rum på Stockholmsoperan den 17 april 1909. Ernst Wallmark hade gjort den svenska översättningen och C.A. Söderman regisserade. Uppsättningen spelades nio gånger.

## Uppförandehistorik

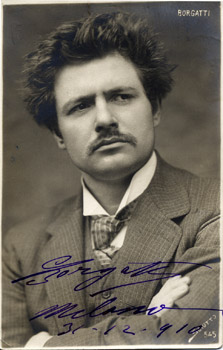
Giuseppe Borgatti, den förste Chénier

Verket framfördes första gången på Teatro alla Scala i Milano den 28 mars 1896 med Evelina Carrera, Giuseppe Borgatti (som ersatte Alfonso Garulli i sista minuten) och Mario Sammarco i de ledande rollerna som sopran, tenor och baryton. Rodolfo Ferrari dirigerade.
Bland andra noterbara premiärer återfinns de i New York City på Academy of Music den 13 november 1896; i Hamburg den 3 februari 1897 under ledning av Gustav Mahler; samt i Londons Camden Theatre den 16 april 1903 (sjungen på engelska).
Förutom Borgatti har det funnits flera tolkare av huvudrollen mellan operans premiär och tiden för andra världskrigets utbrott: Francesco Tamagno (som studerade verket med Giordano), Bernardo de Muro, Giovanni Zenatello, Giovanni Martinelli, Aureliano Pertile, Francesco Merli, Beniamino Gigli, Giacomo Lauri-Volpi och Antonio Cortis. Enrico Caruso gav också flera föreställningar av Andrea Chénier i London 1907. Alla dessa tenorer, med undantag av Borgatti, spelade dessuto in en eller flera av rollens soloarior.
Efter 1945 blev Franco Corelli, Richard Tucker och Mario Del Monaco kända uttolkare av titelrollen på 1950- och 1960-talent, medan Plácido Domingo blev den mesta interpreten bland nästa generation tenorer, även om Domingos samtida Luciano Pavarotti också sjöng och spelade in verket. Wagnertenorer Ben Heppner tog sig an rollen i New York 2007 på Metropolitan Opera i en nypremiär med blandat resultat; hans röst var tillräckligt stark men passade inte stilen tyckte kritikerna.
Regissören Keith Warner satte upp operan 2011 och 2012 i Bregenz med titeln "André Chénier" och använde en nästan 23 meter hög staty av en döende Jean-Paul Marat sjunkande i havet, ett ode till Jacques-Louis Davids målning Marats död (1793), vilken skildrar den mördade revolutionären i sitt badkar.
Förutom de fyra ariorna för huvudtenoren ("Un dì all'azzurro spazio"; "Io non amato ancor"; "Si, fui soldato"; "Come un bel dì di maggio") innehåller operan även en välkänd aria ("La mamma morta") för styckets hjältinna. Den arian återfanns i filmen Philadelphia (Maria Callas version fanns med på filmens soundtrack.) Värd att notera är även barytonens uttrycksfulla monolog "Nemico della patria" och finalduetten mellan sopran och tenor då de förbereder sig att möta giljotinen ("Vicino a te").

## Personer

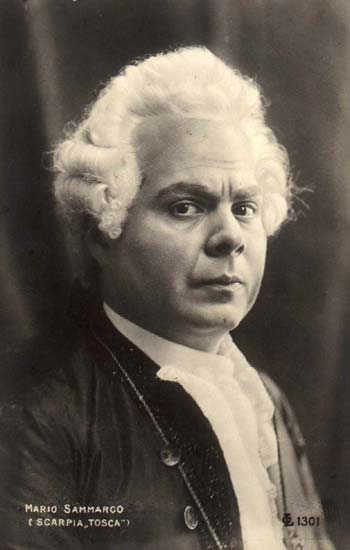
Mario Sammarco, den förste Gérard

| Roller                                            | Röststämma          | Premiärbesättning 28 mars 1896 (Dirigent: Rodolfo Ferrari) | Svensk premiär 17 april 1909 (Dirigent: Hjalmar Meissner) |
| ------------------------------------------------- | ------------------- | ---------------------------------------------------------- | --------------------------------------------------------- |
| Andrea Chénier, en poet                           | tenor               | Giuseppe Borgatti                                          | David Stockman                                            |
| Carlo Gérard, en betjänt, senare folkrepresentant | baryton             | Mario Sammarco                                             | Frithiof Strömberg                                        |
| Maddalena di Coigny                               | sopran              | Evelina Carrera                                            | Anna Oscàr                                                |
| Bersi, hennes kammarjungfru                       | mezzosopran         | Maddalena Ticci                                            | Julia Claussen                                            |
| La comtesse di Coigny grevinna                    | mezzosopran         | Della Rogers                                               | Anna Edström                                              |
| Pietro Fléville, romanförfattare                  | bas                 | Gaetano Roveri                                             | Gustaf Sjöberg                                            |
| Mathieu, en sansculotte                           | buffo eller baryton | Michele Wigley                                             | Emile Stiebel                                             |
| Abbén, en poet                                    | tenor               | Enrico Giordano                                            | Olle Strandberg                                           |
| En incroyable, en spion                           | tenor               | Enrico Giordano                                            | Henning Malm                                              |
| Roucher, Chéniers vän                             | bas eller baryton   | Gaetano Roveri                                             | Martin Oscàr                                              |
| Schmidt, fångvaktare vid St. Lazare-fängelset     | bas eller baryton   | Raffaele Terzi                                             | Herr Sandström                                            |
| Madelon, en gammal kvinna                         | mezzosopran         | Della Rogers                                               | Matilda Jungstedt                                         |
| Fouquier-Tinville, allmän åklagare                | bas eller baryton   | Ettore Brancaleone                                         | Thor Mandahl                                              |
| Dumas, välfärdsutskottets ordförande              | bas                 | Raffaele Terzi                                             | Herr Ericson                                              |
| Damer, herrer, musiker, betjänter, soldater – Kör |                     |                                                            |                                                           |

## Handling
Operan utspelar sig före och efter den franska revolutionen 1794 i Paris och handlar om den franske diktaren André-Marie de Chénier som avrättades under revolutionen för att han deltagit i det juridiska försvaret av Ludvig XVI av Frankrike.

### Akt I
I greven av Coignys slott på den franska landsbygden, kvällen före franska revolutionens utbrott, ökar spänningen mellan aristokraterna och tredje ståndet. Grevinnan av Coignys kammartjänare, Carlo Gérard, lämnar sin tjänst och ansluter sig till revolutionärerna. Även poeten Andrea Chénier förvägrar adeln sin konst, och beundras av grevinnans dotter Madeleine för sitt mod och sin uppriktighet.

### Akt II
Paris på sommaren 1794. Carlo Gérard har gjort karriär under revolutionen. Även Andrea Chénier anslöt sig till revolutionen och blev en av dess gunstlingar, men har nu råkat i onåd. Maddalena, som nu förföljs som aristokrat, söker en tillflykt hos Andrea. De båda eftersökta finner stöd i varandra och svär evig kärlek. Carlo, som tillkallats av en spion, framträder nu som Andreas kärleksrival. Poeten utmanar honom till duell och sårar honom. Carlo känner igen Andrea men vill låta honom löpa, för att vara säker på att Maddalena har någon som skyddar henne från jakobinernas terror. Till det förbiskyndande vaktmanskapet säger han att han inte vet vem som har sårat honom.

### Akt III
Revolutionstribunalens första kammare. Andrea grips och anklagas för att ha gått aristokraternas ärenden. Carlo vill skydda honom. Han upptäcker då kärleken mellan Andrea och Maddalena, som han själv älskar. Han kräver att Maddalena skall ge sig åt honom. Hon är beredd att göra det. Carlo blir rörd av hennes vilja till uppoffring och försöker rädda Andrea. Förgäves. Revolutionen äter sina barn. Poeten döms till döden.

### Akt IV
Saint Lazare-fängelset, natten till den 25 juni 1794. Den sista tjänst som Carlo kan visa vännen är att muta fångvaktaren, så att Maddalena kan ta en dödsdömd moders plats och dö tillsammans med Andrea.

## Berömda arior
- Akt 1. Un dì all'azzurro spazio (Andrea Chénier).
- Akt 2. Credo a una possanza arcana (Andrea Chénier).
- Akt 3. Nemico della patria? (Gérard); La Mamma morta (Madeleine).
- Akt 4. Come un bel dì di Maggio (Andrea Chénier); Vicino a te ... La nostra morte (Andrea Chénier och Madeleine)

## Inspelningar (urval)
- Andrea Chénier. Guleghina, Cura, Guelfi. Kör och orkester från Teatro comunale di Bologna. Carlo Rizzi, dirigent. TDK DVD DVWW OPACH.[5]

### Fotnoter
1. ↑   Kungliga teatern : repertoar 1773–1973 : opera, operett, sångspel, balett. Skrifter från Operan, 0282-6313 ; 1. Stockholm. 1974. Libris 106704
2. ↑  Anthony Tommasini (24 March 2007). ”Rebel Poet Loses His Heart (and Head)”. The New York Times. https://www.nytimes.com/2007/03/24/arts/music/24andr.html.  ”His impressive voice, however, lacks the fleshy, red-meat Italianate qualities that this role cries out for.”
3. ↑  Austrian Opera Recreates David's "Death of Marat" for a Revolutionary Production on Lake Constance artinfo.com
4. ↑  I den berömda "Opera Scene" från filmen Philadelphia (1993) översätter huvudkaraktären Andy Beckett (Tom Hanks) Maria Callas sång "La mamma morta" till engelska.
5. ↑   The Penguin guide to the 1000 finest classical recordings : the must have CDs and DVDs. London: Penguin Books. 2011. Libris 12532581. ISBN 978-0-241-95525-3